# Pomagnathus
Pomagnathus is een geslacht van kreeftachtigen uit de klasse van de Malacostraca (hogere kreeftachtigen).

## Soort
- Pomagnathus corallinus Chace, 1937